# Sherlock Holmes: Jocul umbrelor
Sherlock Holmes: Jocul umbrelor (în engleză Sherlock Holmes: A Game of Shadows) este un film britanico-american de acțiune și mister din 2011, regizat de Guy Ritchie și produs de Joel Silver, Lionel Wigram, Susan Downey și Dan Lin. El este o continuare a filmului Sherlock Holmes din 2009, bazat pe personajul cu același nume creat de Sir Arthur Conan Doyle. Scenariul a fost scris de Kieran Mulroney și Michele Mulroney. Robert Downey, Jr. și Jude Law și-au reluat rolurile de Sherlock Holmes și Dr. John Watson, iar alți câțiva actori apar în rolurile unor personaje interpretate în filmul din 2009. Holmes și Watson își unesc forțele pentru a-l păcăli și a-l învinge pe adversarul lor cel mai viclean, profesorul Moriarty, interpretat de Jared Harris. Filmul este influențat de povestirea Ultima problemă a lui Conan Doyle, dar este o poveste independentă și nu o adaptare strictă.

## Povestea
În 1891, Irene Adler (Rachel McAdams) livrează un pachet către Dr. Hoffmanstahl, ca plată pentru scrisoarea pe care el o trimisese. Hoffmanstahl, aflat într-o licitație, deschide pachetul și declanșează mecanismul unei bombe ascunse. Sherlock Holmes (Robert Downey, Jr.) ia pachetul și îl pune în sicriul unui faraon pentru a exploda acolo în timp ce Adler și Hoffmanstahl fug. Holmes îl găsește mai târziu pe Hoffmanstahl asasinat pe străzi. Adler se întâlnește cu profesorul Moriarty (Jared Harris) pentru a-i explica evenimentele, dar acesta o otrăvește, spunându-i că și-a compromis poziția datorită dragostei ei pentru Holmes.
Mai târziu, dr. Watson (Jude Law) sosește la adresa 221B Baker Street, unde îl găsește pe Holmes care îi dezvăluie că o serie de atentate teroriste cu bombă, de crime și de achiziții în lumea afacerilor sunt legate toate de profesorul Moriarty. În timp ce se întâlnește cu dr. Watson la un restaurant pentru o așa-zisă petrecere a burlacilor de care Holmes uitase, Sherlock se întâlnește cu ghicitoarea țigancă Simza (Noomi Rapace), deoarece pachetul furat de la Adler fusese trimis de fratele Simzei, Rene. Holmes îl învinge pe asasinul trimis s-o ucidă pe Simza, dar aceasta dispare înainte ca Holmes să o interogheze. După nunta lui Mary (Kelly Reilly) cu  Watson, Holmes se întâlnește pentru prima oară cu Moriarty. Moriarty îi spune lui Holmes că a ucis-o pe Adler și că-i va ucide pe Watson și Mary dacă Holmes își va continua investigațiile la acest caz.
Oamenii lui Moriarty îi atacă pe Watson și Mary, aflați într-o călătorie cu trenul spre luna lor de miere. Holmes, care a urmărit, deghizat într-o femeie, proaspătul cuplu pentru a-i asigura protecția, o aruncă pe Mary din tren într-un râu de unde aceasta este luată cu barca de către fratele său, Mycroft (Stephen Fry). După ce scapă de oamenii lui Moriarty din tren, Holmes și Watson merg la Paris pentru a o găsi pe țiganca Simza. Când dau de ea, Holmes îi spune Simzei că a devenit o țintă deoarece fratele ei, Rene, lucrează pentru Moriarty și este posibil ca acesta să-i fi spus ceva despra planurile lui. Simza îi duce pe cei doi la cartierul general al unui grup de anarhiști din care făcuseră parte anterior. Ei află că anarhiștii ai fost forțați să pună bombe de către profesorul Moriarty care ținea ostatică familia conducătorului, iar Rene nu a mai fost de mult timp pe acolo.
Pe baza deducțiilor lui Holmes, cei trei află că bomba este la Opera din Paris și merg acolo, dar Holmes își dă seama prea târziu că a făcut o greșeală. Bomba a fost pusă de fapt la un hotel din apropiere și a ucis câțiva oameni de afaceri. Holmes descoperă că bomba a fost doar o acoperire pentru asasinarea omului de afaceri Meinhart de către unul din ajutoarele lui Moriarty, Sebastian Moran (Paul Anderson), un fost ofițer britanic și unul dintre cei mai buni lunetiști din Europa. Moartea lui Meinhart îi oferă lui Moriarty posibilitatea de a deveni proprietarul fabricii de armament a lui Meinhart din Germania. Holmes, Watson și Simza călătoresc acolo, urmând indiciile din scrisorile lui Rene.
La fabrică, Moriarty îl prinde și-l torturează pe Holmes, în timp ce Watson este urmărit de lunetistul Moran. Moriarty îi dezvăluie că are acțiuni cumpărate în numeroase companii de armament și intenționează să declanșeze un război mondial, ceea ce îl va face foarte bogat. Între timp, Watson folosește tunul după care se ascunsese pentru a distruge turnul-far în care se afla Moran. Turnul se prăbușește peste depozitul în cazul Moriarty îl ținea captiv pe Holmes. Watson, Simza și rănitul Holmes se reunesc și fug printr-o pădure printr-o ploaie de gloanțe și ghiulele de tun. În cele din urmă, cei trei se urcă într-un tren aflat în mișcare, Holmes fiind grav rănit. Holmes deduce că ținta finală a lui Moriarty va fi o conferință de pace din Elveția, la care va provoca un incident internațional.
La conferință participă și ambasadorul României. Aici Holmes își dă seama că Rene este asasinul și că este deghizat în unul din ambasadori sau însoțitorii acestora. El suferise o reconstrucție facială, pentru a semăna cu unul dintre ambasadori. Pentru a fi recunoscut, ei trebuie să caute cicatricele lăsate de operația chirurgicală făcută de Hoffmanstahl, cel ucis la începutul poveștii. Holmes îi lasă pe Watson și Simza să descopere care este Rene și iese afară pentru a juca o partidă de șah cu Moriarty și pentru a discuta despre planurile profesorului. Watson trântește tava cu pahare a unui servitor pentru a observa cine din sală are o reacție ciudată. În acest fel descoperă care este Rene și Simza îi confirmă. Încercarea de asasinat este întreruptă, dar Rene este redus la tăcere de Moran cu un cap de săgeată otrăvită. Afară, profesorul îi spune că el a câștigat pentru că, deși amânat, războiul mondial tot va începe. Holmes îi dezvăluie profesorului adevăratul scop al vizitei la fabrică: să se lase prins pentru a înlocui carnețelul personal al profesorului care conținea toate planurile acestuia cu un duplicat. Carnețelul original fusese trimis lui Mary la Londra, care a decriptat codul pe baza unei cărți pe care Holmes o văzuse în biroul lui Moriarty în cursul primei lor întâlniri. Mary a furnizat acele informații inspectorului Lestrade (Eddie Marsan) care a confiscat toată averea profesorului, din care urmau a se face donații viitoarelor victime ale războiului mondial. Holmes și Moriarty anticipează o confruntare fizică iminentă și, pe baza logicii, ambii își dau seama că Moriarty va câștiga din cauza umărului rănit al lui Holmes. Când Watson apare, Holmes se aruncă asupra profesorului și cad amândoi în Cascadele Reichenbach, fiind înghițiți de ape.
Cadavrele celor doi nu sunt găsite. După funeraliile lui Holmes, Watson și Mary se pregătesc să plece în luna de miere, în timp ce Watson, care scria ultimul rând la povestirea „Ultima problemă” și apoi adăugase Sfârșit, primește un pachet conținând dispozitivul de respirat al lui Mycroft pe care Holmes i-l prezentase înainte de conferință. Dându-și seama că Holmes este încă în viață, Watson iese afară din birou pentru a afla cine i-a livrat acel pachet. Holmes apare în cameră, fiind deghizat ca parte a unui fotoliu, se apropie de mașina de scris și pune semnul întrebării după Sfârșit.

## Distribuția
- Robert Downey, Jr. - Sherlock Holmes[7]
- Jude Law - Dr. John Watson[7]
- Noomi Rapace - Madame Simza Heron[8]
- Jared Harris - profesorul Moriarty[9][10]
- Stephen Fry - Mycroft Holmes[9][11]
- Kelly Reilly - Mary Morstan-Watson[7]
- Rachel McAdams - Irene Adler[12]
- Eddie Marsan - inspectorul Lestrade[13]
- Geraldine James - doamna Hudson[9]
- Paul Anderson - colonelul Sebastian Moran[14]
- Fatima Adoum[15]
- Gilles Lellouche[16]
- Affif Ben Badra - Tamas

## Producție
După succesul filmului Sherlock Holmes (2009), studioul Warner Bros. a început să producă o continuare cu regizorul Guy Ritchie care a renunțat la o adaptare a Lobo și Robert Downey, Jr. abandonând Cowboys & Aliens. Nu era clar dacă Rachel McAdams va apărea în film. McAdams a spus: "Dacă o voi face, nu va fi un lucru foarte mare. Nu este o parte crucială [a carierei]". La 4 februarie 2011, Warner Bros. a confirmat revistei Entertainment Weekly că McAdams va juca un rol în continuarea filmului.
Filmul a fost influențat de povestirea Ultima problemă a lui Conan Doyle. Deși filmul a fost realizat la un an după evenimentele din primul film, Sherlock Holmes: Jocul umbrelor era destinat să fie un film de sine stătător, care nu făcea apel la cunoștințe din filmul anterior.
În octombrie 2010, Downey, Jr. și Jude Law au filmat o scenă de luptă în Richmond Park, din sud-vestul Londrei. Tot în octombrie, vaporul cu aburi PS Waverley a fost lansat pe Canalul Englezesc pentru filmare și un mare ecran verde a fost ridicat la Didcot Railway Centre, unde s-a filmat o întinsă scenă de acțiune la mijlocul lunii noiembrie. La sfârșitul lunii noiembrie, s-a filmat o scenă la Victoria Bridge, care face parte din Severn Valley Railway. În ianuarie 2011, s-au filmat câteva scene la Hampton Court Palace. Filmări au avut loc și în septembrie 2011 la Royal Naval College din Greenwich.
La începutul lui februarie 2011, echipa de filmare s-a mutat pentru două zile la Strasbourg (Franța). Au fost filmate scene cu împușcături pe, în jurul și în interiorul Catedralei din Strasbourg. S-a spus că scena respectivă era scena de deschidere a filmului, ea acoperind un asasinat/bombardament al unui oraș german.
Filmul a fost lansat pe 16 decembrie 2011 în Canada, Statele Unite ale Americii și Marea Britanie, pe 25 decembrie 2011 în majoritatea celorlalte țări și a fost lansat pe 30 decembrie 2011 în India și pe 5 ianuarie 2012 în Australia, Polonia și Spania.

## Recepție

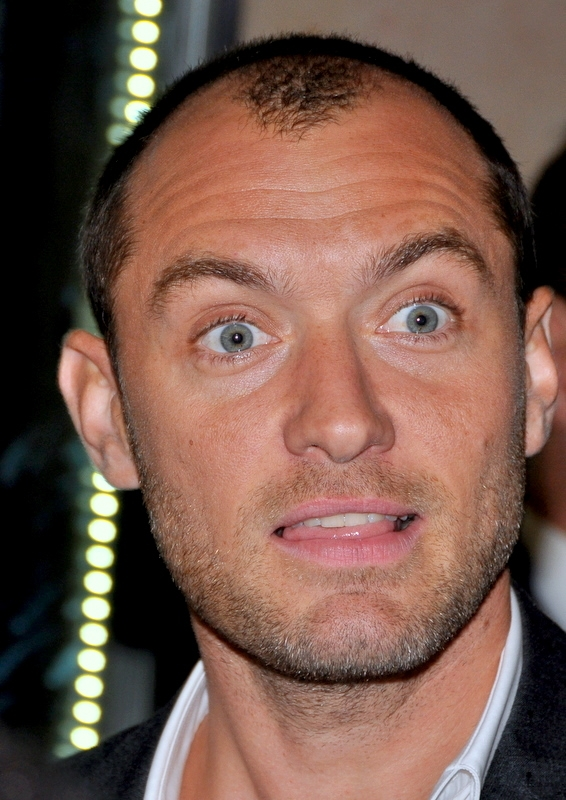
Jude Law în ianuarie 2012 la premiera franceză a filmului din Paris.

### Răspuns critic
Filmul a primit, în general, recenzii mixte din partea criticilor. Situl Rotten Tomatoes raportează că 60% din cei 192 critici au dat filmului o opinie pozitivă, cu un rating mediu de 6.1 din 10. Consensul este că „Sherlock Holmes: Jocul umbrelor este o poveste bună grație bărbaților săi bine aleși, dar pe ansamblu eșuează în realizarea emoțiilor bine unse ale originalului”. Metacritic, care prezintă un scor mediu ponderat din 100 de opinii critice, dă filmului un scor de 48 bazat pe 38 opinii. Sondajul realizat de CinemaScore a raportat că aprecierea medie a cinefililor a fost de "A-minus" pe o scară de la A+ la F.
Roger Ebert de la Chicago Sun-Times a dat filmului trei stele și jumătate din patru, numindu-l „divertisment de mare calibru” care "adaugă un grad de rafinament și de invenție" formulei, și că "scriitorii ... se dedică cu înțelepciune unora dintre cele mai bune scene de unu-la-unu între Holmes și Moriarty." James Berardinelli a dat filmului trei stele din patru, scriind: „Jocul umbrelor este un film puternic, mai bine realizat care se bazează pe punctele forte ale originalului și elimină unele dintre punctele slabe.” În schimb, Keith Phipps de la The A.V. Club a simțit că filmul „are un obiectiv mai mic decât ambiția modestă a predecesorului și ratează în continuare ținta.”

### Box office
Sherlock Holmes: Jocul umbrelor s-a aflat în topul încasărilor din SUA și Canada în ziua sa de lansare cu 14,6 milioane $, mai puțin decât încasările din ziua de lansare a filmului original (24,6 milioane $). În Marea Britanie, Jocul umbrelor a adus încasări de 3,83 milioane £ într-o perioadă de trei zile, comparativ cu 3,08 milioane £ în primele două zile ale difuzării filmului original. Într-un week-end slab în încasări, filmul a avut încasări de 39,6 milioane $ în America de Nord, fiind pe primul loc la box office, dar aducând mai puțini bani decât în weekend-ul de deschidere a primului film (62,3 milioane $). Filmul a adus 14,7 milioane $ peste ocean.
Până la 19 ianuarie 2012, filmul adusese încasări de 173.806.229 dolari în Statele Unite și Canada, precum și 229,1 milioane dolari în țări străine, având încasări totale de 402.906.229 dolari la nivel mondial.

## Coloană sonoră
Coloana sonoră a acestui film a fost compusă și produsă de Hans Zimmer. Coloana sonoră a fost lansată la 13 decembrie 2011. Achiziționarea CD-ului fizic a inclus o permisiune inserată de descărcare gratuită a trei piese bonus de pe coloana sonoră.
Coloana sonoră include un fragment muzical bazat pe o temă a lui Ennio Morricone din filmul Two Mules for Sister Sara (1970) al lui Don Siegel.
Toate melodiile sunt compuse de Hans Zimmer.
| Lista melodiilor |                                                 |                 |         |  |
| Nr.              | Titlu                                           | Artist          | Lungime |  |
| 1.               | „I See Everything”                              | Hans Zimmer     | 0:39    |  |
| 2.               | „That Is My Curse (Shadows – Part 1)”           | Hans Zimmer     | 1:51    |  |
| 3.               | „Tick Tock (Shadows – Part 2)”                  | Hans Zimmer     | 8:12    |  |
| 4.               | „Chess (Shadows – Part 3)”                      | Hans Zimmer     | 7:34    |  |
| 5.               | „It’s So Overt It’s Covert”                     | Hans Zimmer     | 3:19    |  |
| 6.               | „Romanian Wind”                                 | Hans Zimmer     | 1:56    |  |
| 7.               | „Did You Kill My Wife?”                         | Hans Zimmer     | 2:42    |  |
| 8.               | „He’s All Me Me Me”                             | Hans Zimmer     | 1:56    |  |
| 9.               | „The Mycroft Suite”                             | Hans Zimmer     | 1:41    |  |
| 10.              | „To The Opera!”                                 | Renato Girolami | 4:03    |  |
| 11.              | „Two Mules For Sister Sara”                     | Ennio Morricone | 2:34    |  |
| 12.              | „Die Forelle”                                   | Julius Drake    | 3:22    |  |
| 13.              | „Zu Viele Füchse Für Euch Hänsel”               | Hans Zimmer     | 1:47    |  |
| 14.              | „The Red Book”                                  | Hans Zimmer     | 4:00    |  |
| 15.              | „Moral Insanity”                                | Hans Zimmer     | 1:31    |  |
| 16.              | „Memories Of Sherlock”                          | Hans Zimmer     | 2:11    |  |
| 17.              | „The End?”                                      | Hans Zimmer     | 2:26    |  |
| 18.              | „Romani Holiday (Antonius Remix)”               | Hans Zimmer     | 5:38    |  |
| 19.              | „Shush Club No. 3” (Bonus Track)                | Hans Zimmer     | 4:31    |  |
| 20.              | „Beautiful Eyes” (Bonus Track)                  | Hans Zimmer     | 2:13    |  |
| 21.              | „Just Follow My Lead (The Waltz)” (Bonus Track) | Hans Zimmer     | 4:44    |  |

## Continuare
Warner Bros. a anunțat în octombrie 2011 că scenaristul Drew Pearce lucrează la realizarea primului proiect de scenariu pentru Sherlock Holmes 3.
În mai 2018, Warner Bros. a confirmat că un al treilea film a fost programat pentru lansare la 25 decembrie 2020, cu Downey și Law în aceleași roluri și cu Chris Brancato autorul scenariului.
În martie 2019, Warner Bros. a anunțat că data lansării a fost schimbată la 22 decembrie 2021 și că data lansării anterioare în decembrie 2020 se referă la un film animat Warner Bros. fără titlu. În iulie 2019, Dexter Fletcher a fost anunțat drept regizorul filmului. În aceeași lună, filmul a fost scutit de impozite în valoare de 20,9 milioane de dolari de către California Film Commission, la un buget de producție prevăzut de 107,8 milioane de dolari.